# Steve Bracey
Stephen Henry Bracey (ur. 1 sierpnia 1950 w Nowym Jorku, zm. 14 lutego 2006) – amerykański koszykarz, występujący na pozycji rozgrywającego, mistrz NBA z 1975.

## Osiągnięcia
Na podstawie, o ile nie zaznaczono inaczej.
NCAA
- Zaliczony do I składu konferencji Missouri Valley (MVC – 1972)

NBA
- Mistrz NBA (1975)[2]